# Diaphorocera peyerimhoffi
Diaphorocera peyerimhoffi là một loài bọ cánh cứng trong họ Meloidae. Loài này được Kocher miêu tả khoa học năm 1954.